# Sex and Zen 2
Série
Sex and Zen
(1991)
Pour plus de détails, voir Fiche technique et Distribution.
Sex and Zen 2 (玉蒲團II之玉女心經, Yuk po tuen II: Yuk lui sam ging) est un film hongkongais réalisé par Man Kei Chin de 1996.

## Synopsis
Une jeune fille veut devenir étudiante, et pour accéder à l'université, se déguise en garçon. Son père l'oblige alors à porter une ceinture de chasteté. Un garçon séduit la belle, mais se casse le sexe sur la ceinture. Il se fait alors greffer un sexe de cheval qui va décupler sa puissance sexuelle.

## Fiche technique
- Titre : Sex and Zen 2
- Titre original : 玉蒲團II之玉女心經 (Yuk po tuen II: Yuk lui sam ging)
- Réalisation : Chin Man-kei
- Scénario : Kin Sai-men
- Musique : Angus
- Production : Wong Jing
- Société de production : Golden Harvest Company, Golden Movies International et Wong Jing's Workshop
- Pays d'origine : Hong Kong
- Genre : Comédie érotique, fantastique, horreur
- Durée : 87 minutes
- Dates de sortie : 
  - Hong Kong : 9 mai 1996

## Distribution
- Shu Qi : Mirage Lady/Siu-Tsui
- Ben Ng : L'homme de fer
- Loletta Lee : Yiau
- Elvis Tsui :　Sai Moon-Kin
- Yut Fei Wong : Monk